# Episodi di Luthi e Blanc (settima stagione)
La settima stagione della serie televisiva Luthi e Blanc è stata trasmessa in anteprima in Svizzera da SF 1 tra il 28 agosto 2005 e il 14 maggio 2006.
| nº | Titolo originale        | Titolo italiano | Prima TV Svizzera | Prima TV Italia |
| -- | ----------------------- | --------------- | ----------------- | --------------- |
| 1  | Herz aus Gold           |                 | 28 agosto 2005    |                 |
| 2  | Überraschung in Paris   |                 | 4 settembre 2005  |                 |
| 3  | Der liebe Onkel         |                 | 11 settembre 2005 |                 |
| 4  | Der Riss                |                 | 18 settembre 2005 |                 |
| 5  | Hochzeitsparty          |                 | 25 settembre 2005 |                 |
| 6  | Duell im Casino         |                 | 2 ottobre 2005    |                 |
| 7  | Eigentor                |                 | 9 ottobre 2005    |                 |
| 8  | Rien ne va plus         |                 | 16 ottobre 2005   |                 |
| 9  | Ganz unten              |                 | 23 ottobre 2005   |                 |
| 10 | Fatale Verstrickung     |                 | 30 ottobre 2005   |                 |
| 11 | Die Nachbarin           |                 | 6 novembre 2005   |                 |
| 12 | Teufelskreis            |                 | 13 novembre 2005  |                 |
| 13 | Der König stürzt        |                 | 20 novembre 2005  |                 |
| 14 | Verbotene Früchte       |                 | 27 novembre 2005  |                 |
| 15 | Der heilige Ulrich      |                 | 4 dicembre 2005   |                 |
| 16 | Schmutzige Finger       |                 | 11 dicembre 2005  |                 |
| 17 | Für dumm verkauft       |                 | 18 dicembre 2005  |                 |
| 18 | Auf der Couch           |                 | 8 gennaio 2006    |                 |
| 19 | Alte Liebe rostet nicht |                 | 15 gennaio 2006   |                 |
| 20 | Ein süßes Geheimnis     |                 | 22 gennaio 2006   |                 |
| 21 | Geständnis in Not       |                 | 29 gennaio 2006   |                 |
| 22 | Im Rausch der Gefühle   |                 | 5 febbraio 2006   |                 |
| 23 | Dicke Post              |                 | 12 febbraio 2006  |                 |
| 24 | Die liebe Familie       |                 | 19 febbraio 2006  |                 |
| 25 | Kopf an Kopf            |                 | 26 febbraio 2006  |                 |
| 26 | Ménage à trois          |                 | 5 marzo 2006      |                 |
| 27 | Bittere Wahrheit        |                 | 12 marzo 2006     |                 |
| 28 | Gnadenlose Tochter      |                 | 19 marzo 2006     |                 |
| 29 | Die Verschwörung        |                 | 26 marzo 2006     |                 |
| 30 | Glamour in der Bar      |                 | 2 aprile 2006     |                 |
| 31 | Der Handschlag          |                 | 9 aprile 2006     |                 |
| 32 | Spiel mit dem Feuer     |                 | 17 aprile 2006    |                 |
| 33 | Gefährlicher Sex        |                 | 23 aprile 2006    |                 |
| 34 | Hiobsbotschaft          |                 | 30 aprile 2006    |                 |
| 35 | Gehörnt                 |                 | 7 maggio 2006     |                 |
| 36 | Kranke Liebe            |                 | 14 maggio 2006    |                 |